# Mo Di
Mo Di (chiń. 墨翟) albo Mozi (chiń. 墨子, dosł. Mistrz Mo), przestarzale latynizowany także jako Micjusz (łac. Micius) (ur. ok. 480 p.n.e., zm. ok. 390 p.n.e.) – chiński filozof, twórca motizmu. Swoje poglądy zawarł w księdze nazywanej od jego imienia – Mozi. Po nastaniu Cesarstwa Chińskiego jego szkoła przestała istnieć, ale myśl nie została zapomniana, była jedynie przedmiotem nieustannej krytyki ze strony konfucjanistów. W XVI wieku misjonarze europejscy (jezuici) uważali Mo Di za naturalnego chrześcijanina (anima naturaliter christiana). Odkryto go na nowo pod koniec XIX wieku, jego nauka stała się przedmiotem zainteresowania ideologów nacjonalizmu chińskiego (Liang Qichao), Republiki Chińskiej (Sun Jat-sen) oraz komunistów (proto-komunista).

## Krytyka konfucjanizmu
Krytykował tradycyjne instytucje, obrzędy i obyczaje. Krytykował także Konfucjusza i konfucjanistów twierdząc, że:
- Konfucjaniści nie wierzą w Boga i duchy, co sprawia, że są one niezadowolone,
- Konfucjaniści przypisują za dużą wagę do ceremonii pogrzebowych i żałoby, przez co ludzie tracą majątek i energię,
- Konfucjaniści kładą nacisk na muzykę, co także trwoni majątek i energię,
- Konfucjaniści wierzą w przeznaczenie, co skłania ludzi do lenistwa i poddania się losowi.

## Bóg i etyka
Wierzył w Boga osobowego. Nauczał, że człowiek humanitarny i prawy to osoba, która realizuje wszechogarniającą miłość (idea ta stała się centralną teorią motizmu). Twierdził, że każdy powinien kochać każdego jednakowo i bez różnicy. Przeciwieństwem wszechogarniającej miłości jest zasada rozróżnienia, na podstawie której nie dba się o przyjaciół, bliskich i innych ludzi. Mozi twierdził też, że właściwa zasada postępowania to wszechogarniająca miłość, a rozróżnienie to zło. Zadaniem człowieka humanitarnego jest działanie dla dobra świata, a idealny dobry świat można stworzyć jedynie przestrzegając zasady wszechogarniającej miłości. Nauczał, iż Bóg kocha ludzi i chce, aby ludzie kochali się nawzajem. Istnieją także duchy, które nagradzają człowieka praktykującego wszechogarniającą miłość (humanitarność), a karzą tych, którzy realizują rozróżnienie.

## Filozofia polityczna
Mo Di nauczał, że władza pochodzi z woli ludu i z woli Bożej. Twierdził, że aby władca dobrze rządził, musi mieć władzę absolutną, a państwo musi być totalitarne. W państwie musi obowiązywać jedno kryterium dobra i zła i powinno to być kryterium państwowe. Uważał, że pewne sankcje polityczne (państwo totalitarne) i sankcje religijne (strach przed duchami i Bogiem), skłonią ludzi do przestrzegania zasad wszechogarniającej miłości.